# Benoît Poilvet
Benoît Poilvet (Saint-Brieuc, 27 agosto 1976) è un ex ciclista su strada francese.
Professionista tra il 2000 e il 2008, vinse un Tour de Bretagne.

## Carriera
Da dilettante, gareggiando per la Jean Floc'h-Mantes, ha vinto il Grand Prix des Marbriers nel 1998 e l'Essor Breton nel 1999. I principali successi da professionista sono stati una tappa e la classifica generale del Tour de Bretagne nel 2008. Ha partecipato a due edizioni  della Vuelta a España, una del Tour de France e una del Giro d'Italia.

## Palmarès
- 1998

Grand Prix des Marbriers
- 1999

Classifica generale Essor Breton
- 2008

5ª tappa Tour de Bretagne (Lannion > Lannion)
Classifica generale Tour de Bretagne

## Piazzamenti

### Grandi Giri
- Giro d'Italia

2006: 99º
- Tour de France

2003: 109º
- Vuelta a España

2005: non partito (10ª tappa)
2006: 55º

### Classiche
- Liegi-Bastogne-Liegi

2002: 94º
2004: 99º
- Giro di Lombardia

2002: 51º
2005: 58º
2006: 65º